# 種下分類群
在植物命名中，種下分類群（infraspecific taxon）又称种下（infraspecies），是在“种”層級（种级）之下的一個物種分類單元。換句話說，在單一物種的範圍內，之後的等於是下一級。种下名（infraspecific name）是种级以下任何分类单元的学名。
種下分類群使用於三名法中。